# جی. ارنست ویلکینز
جی. ارنست ویلکینز (انگلیسی: J. Ernest Wilkins, Jr.؛ زاده ۲۷ نوامبر ۱۹۲۳ – درگذشته ۱ مهٔ ۲۰۱۱) یک دانشمند در زمینه ریاضیات و فیزیک اهل ایالات متحده آمریکا بود.